# Deshler (Nebraska)
Deshler je grad u američkoj saveznoj državi Nebraska. Prema popisu stanovništva iz 2010. u njemu je živjelo 747 stanovnika.